# 가지나미촌
가지나미촌(梶並村)은 오카야마현 가쓰타군에 있던 촌이다. 현재의 미마사카시에 해당한다.